# Santa Viviana (estación)
La estación Santa Viviana, hará parte del sistema de transporte de cable aéreo de Bogotá llamado TransMiCable.

## Ubicación
La estación estará ubicada en el sector sur occidente de la ciudad, más específicamente sobre la Transversal 75I con Diagonal 75C Sur. Se accederá a ella directamente desde el espacio público a su alrededor.
Atenderá la demanda de los barrios Santa Viviana, Santo Domingo e Ismael Perdomo.
En las cercanías está el Parque Distrital Altos de la Estancia.

## Origen del nombre
La estación recibe su nombre del barrio en el cual se encontrará ubicada.

## Historia
La estación hace parte del proyecto TransMiCable Potosí, cuya licitación se abrió en octubre de 2023 y se adjudicó en diciembre del mismo año. Conectará con el Portal Sur - JFK Cooperativa Financiera.

## Ubicación geográfica
| Noroeste: Soacha | Norte: Ciudad Bolívar | Nordeste: Ciudad Bolívar |
| Oeste: Soacha    |                       | Este: Ciudad Bolívar     |
| Suroeste: Soacha | Sur: Soacha           | Sureste: Ciudad Bolívar  |